# Цзяо Люян
Цзяо Люян (кит. 焦刘洋, пін. Jiāo Liúyáng, 7 березня 1990) — китайська плавчиня, олімпійська медалістка.

## Виступи на Олімпіадах
| Олімпіада   | Дисципліна                        | Місце |
| ----------- | --------------------------------- | ----- |
| Пекін 2008  | плавання на 200 метрів, батерфляй | 2     |
| Лондон 2012 | плавання на 100 метрів, батерфляй | 9     |
| Лондон 2012 | плавання на 200 метрів, батерфляй | 1     |
| Лондон 2012 | комплексна естафета 4 × 100       | 5     |